# Епифаний (Норочел)
Архиепи́скоп Епифа́ний (рум. Arhiepiscop Epifanie, в миру Гаври́л Нороче́л, рум. Gavril Norocel; 14 декабря 1932, селение Мэлини, жудец Сучава — 7 января 2013, Панчу, жудец Вранча) — епископ Румынской православной церкви, архиепископ Бузэуский и Вранчский (2009—2013).
Автор многих научных работ по истории Румынской, Константинопольской, Болгарской, Грузинской православных церквей, выпустил ряд статей о межцерковных отношениях, а также по отдельным богословским вопросам и о христианских святых.

## Биография
Родился 14 декабря 1932 года в коммуне Мэлини жудеца Сучава в семье крестьян Думитру и Виктории Норочел. Там же окончил начальную школу.
В 1948 году вступил в братию Рышканского монастыря в жудеце Сучаве. В октябре 1950 году перешёл в братию Нямецкого монастыря. В 1951 году поступил в монашескую духовную семинарию при Нямецком монастыре.
14 апреля 1953 года в храме Вознесения Господня Монастыря Нямц в возрасте 20 лет архимандритом Мелхидисеком (Димитриу) был пострижен в монашество с наречением имени Епифаний в честь святителя Епифания Кипрского. 25 мая того же года в Скиту Алмаш жудеца Нямц митрополитом Молдавским и Сучавским Севастианом (Русаном) был рукоположен в сан иеродиакона.
В 1955 году окончил Нямецкую духовную академию, в 1956 году — Куртя-де-Арджешскую духовную семинарию.
В 1956—1957 годы — преподаватель монашеской школы при Драгомирнском монастыре и одновременно исполняющий обязанности настоятеля этого монастыря.
В 1957 году он начал свое университетское образование в Богословском институте университетской степени в Бухаресте. В январе 1959 года, по предложению профессорского совета института и с одобрения патриарха Румынского Юстиниана, он был направлен для дальнейшего обучения в Софийскую духовную академию в Болгарии, где в 1961 году получил степень лиценциата богословия. В сентябре того же года он сдал в Бухарестском богословском институте университетской степени экзамен по эквивалентности полученного в Болгарии образования, после чего сдал докторантуру в рамках той же единицы высшего богословского образования. В 1961—1962 годы посещал докторантские курсы со специализацией по общей церковной истории при Бухарестском Богословском институте; в ноябре 1962 года он был отправлен для продолжения в качестве докторанта в Московскую духовную академию, располагавшуюся в Загорске (ныне Сергиев Посад).
Отсюда он вернулся в Румынию в июне 1964 года, после чего направлен в клир Монастыря Путна с послушанием руководства этого монашеского поселения.
1 марта 1965 года преподавателем (профессором) духовной семинарии в Нямецком монастыре. 1 января 1967 года митрополит Румынский Иустин в митрополичьем соборе в Яссах рукоположил иеродиакона Епифания в сан иеромонаха и назначил его директором духовной семинарии семинарии в Нямецком монастыре. В июне 1968 года в храме Вознесения Господня Монастыря Нямц Патриархом Иустином был возведён в достоинство протосингела.
В это же время, между 1966 и 1968 годами, он продолжил докторантуру в богословском институте университетской степени в Бухаресте, а в марте 1971 года сдал здесь экзамен по приемлемости для окончания этих курсов.
1 января 1971 года назначен настоятелем Нямецкого монастыря с возведением в сан архимандрита и освобождением от должности директора Нямецкой духовной семинарии. 30 июня 1971 освобожден и от должности преподавателя Нямецкой духовной семинарии.
16 октября 1975 года Святейший Синод был единогласно избран на пост викарного епископа Нижнедунайской епархии с титулом «Томийский» с местопребыванием в Констанце.
9 ноября 1975 года в Соборе святых Апостолов Петра и Павла в Констанце в рамках торжеств, посвященных возвышению Нижнедунайской епископии в ранг архиепископии с изменением названия на «Томиссую и Нижендунайскую» с местопребыванием архиепископа в Галаце.
25 апреля 1982 года Церковной избирательной коллегией избран епископом Бузэуским. 4 июля того же года состоялась его интронизация.
Руководил постройкой кафедрального собора Успения Богородицы, а также зданий епархиальной канцелярии, Бузэуской духовной семинарии и архиерейского дома. Под его руководством было воздвигнуто 95 новых храмов, а 61 другой — строились. Были возрождены 28 монастырей и скитов. В июле 2007 года основал церковный музей епархии Бузэуской и Вранчской епархии в старом здании духовной семинарии им. епископа Кесария.
Начало работы по постройке нового кафедрального собора вознесения Господня и трёх святителей в Бузэу освященный патриархом Румынским Даниилом 8 ноября 2009 года, когда произошло возведение епархии в ранг архиепископии
Скончался 7 января 2013 года на 81-м году жизни.

## Основные труды
статьи
- Organizarea Bisericii în secolul al V lea în urma hotărârilor Sinodului de la Calcedon. // Glasul Bisericii, an. XXI, 1962, nr. 3-4. — P. 307—317.
- Русско-румынские Церковные отношения в XIV—XVIII веках // Журнал Московской Патриархии. 1964. — № 5. — C. 29-32
- Представители румынской молодежи в русских духовных школах // Журнал Московской Патриархии. 1964. — № 8. — C. 56-58.
- Митрополит Трансильванский Андрей Шагуна (к 100-летию восстановления Трансильванской митрополии) // Журнал Московской Патриархии. 1964. — № 11. — С. 38—40.
- Biserica Armeană. // Mitropolia Moldovei şi Sucevei, an. XLI, 1965, nr. 7-8. — P. 374—390.
- Patriarhia Bulgară din Târnovo între anii 1233—1393. // Studii Teologice, an. XVIII, 1966, nr. 3-4. — P. 146—159.
- Sfântul Eftimie, ultimul patriarh de Târnovo şi legăturile lui cu Biserica românească. // Biserica Ortodoxa Romana, an. LXXXIV, 1966, nr. 5-6. — P. 552—573.
- Relaţiile bisericeşti şi culturale între Bisericile Ortodoxă Română şi Bulgară în secolul al XIX-lea. // Biserica Ortodoxa Romana, an. LXXXV, 1967, nr. 9-10. — P. 1006—1016.
- Istoricul Bisericii georgiene şi relaţiile ei cu Biserica românească. // Mitropolia Moldovei şi Sucevei, an. XLIII, 1967, nr. 9-10. — P. 577—592.
- Mitropolitul Veniamin Costachii şi tipoarafia din Iaşi. // Mitropolia Moldovei şi Sucevei, an. XLIII, 1967, nr. 1-2. — P. 71-79.
- 1600 de ani de la moartea martirică a Sfântului Sava Gotul. // Mitropolia Moldovei şi Sucevei, an. XLVIII, 1972, nr. 3-4. — P. 146—158.
- Egalitatea oamenilor în concepţia Sfântului Vasile cel Mare. // Mitropolia Moldovei şi Sucevei, an. XLVIII, 1972, nr. 5-6. — P. 355—366.
- Creştinismul la români după Dimitrie Cantemir. // Mitropolia Moldovei şi Sucevei, an. XLIX, 1975, nr. 9-10. — P. 618—625.
- Continuitatea românească şi creştină — noi contribuţii. // Glasul Bisericii, an. XXXVIII, 1979, nr. 3-4. — P. 320—338.
- Învăţătura Sfântuîlui Vasile cel Mare despre folosirea bunurilor materiale. // Glasul Bisericii, an. XXXVIII, nr. 5-6, 1979. — P. 469—478.
- Viaţa bisericească la Tomis în secolele IV—VI. // Glasul Bisericii, an. XXXVIII, 1979, nr. 7-8. — P. 807—824.
- Sfântul Apostol Andrei în traditia românilor mărturie a vechimii creştinismului şi a continuităţii noastre pe aceste meleaguri // Glasul Bisericii, an. XXXVIII, 1979, nr. 11-12. — P. 1157—1174.
- Figuri bisericeşti de luptători pentru cultura şi unitatea neamului. // Arhiepiscopia Tomisului şi Dunării de Jos în trecut şi astăzi, Galaţi, 1981. — P. 127—143.

книги
- O parte din Studii strînse în vol. Pagini din istoria veche a creştinismului la români. — Buzau, 1986.
- În slujba credinţei şi a înţelegerii între oameni: Îndrumări pastorale şi misionare. — Buzău, 1987
- Ctitorii voievodale în Eparhia Buzăului (рум.). — Buzău: Editura Episcopiei Buzăului, 1988. — 528 с.
- Stihirar-penticostar: Note muzicale. Buzău, 1992;
- Sfântul Sava de la Buzău (Gotul). Buzău, 1996.